# Panissage
Panissage est une commune française située dans le département de l'Isère, en région Auvergne-Rhône-Alpes. Depuis le 1er janvier 2019, elle est une commune déléguée de Val-de-Virieu.
Ses habitants sont appelés les Panissageois.

## Géographie

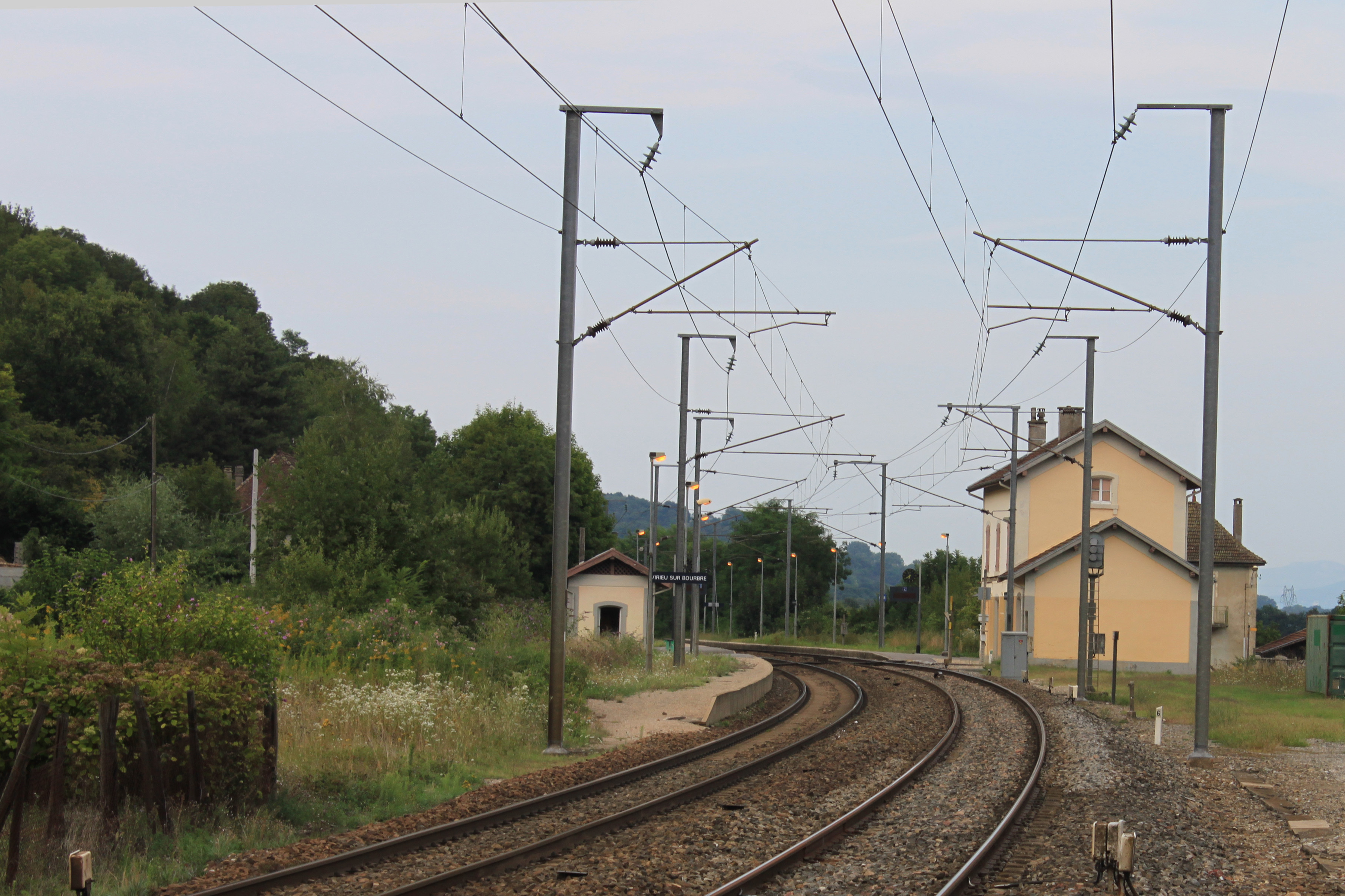
La gare de Virieu-sur-Bourbre.

- Gare de Virieu-sur-Bourbre.

## Histoire
Le 11 octobre 2018, un arrêté préfectoral acte la fusion de Panissage avec Virieu sous la commune nouvelle de Val-de-Virieu qui est effective le 1er janvier 2019.

## Politique et administration
| Période                                  | Période  | Identité       | Étiquette | Qualité  |
| ---------------------------------------- | -------- | -------------- | --------- | -------- |
| mars 2001                                | 2014     | Jean Riviere   |           |          |
| 2014                                     | en cours | Daniel Rabatel | SE        | Retraité |
| Les données manquantes sont à compléter. |          |                |           |          |

## Démographie
L'évolution du nombre d'habitants est connue à travers les recensements de la population effectués dans la commune depuis 1800. Pour les communes de moins de 10 000 habitants, une enquête de recensement portant sur toute la population est réalisée tous les cinq ans, les populations de référence des années intermédiaires étant quant à elles estimées par interpolation ou extrapolation. Pour la commune, le premier recensement exhaustif entrant dans le cadre du nouveau dispositif a été réalisé en 2008.

En 2016, la commune comptait 447 habitants, en évolution de −0,89 % par rapport à 2010 (Isère : +3,07 %, France hors Mayotte : +2,11 %).
| 1800 | 1806 | 1821 | 1831 | 1836 | 1841 | 1846 | 1851 | 1856 |
| ---- | ---- | ---- | ---- | ---- | ---- | ---- | ---- | ---- |
| 289  | 297  | 348  | 371  | 352  | 334  | 330  | 330  | 313  |

| 1861 | 1866 | 1872 | 1876 | 1881 | 1886 | 1891 | 1896 | 1901 |
| ---- | ---- | ---- | ---- | ---- | ---- | ---- | ---- | ---- |
| 327  | 330  | 321  | 320  | 302  | 305  | 294  | 300  | 346  |

| 1906 | 1911 | 1921 | 1926 | 1931 | 1936 | 1946 | 1954 | 1962 |
| ---- | ---- | ---- | ---- | ---- | ---- | ---- | ---- | ---- |
| 352  | 344  | 325  | 362  | 382  | 400  | 278  | 260  | 258  |

| 1968 | 1975 | 1982 | 1990 | 1999 | 2006 | 2008 | 2013 | 2016 |
| ---- | ---- | ---- | ---- | ---- | ---- | ---- | ---- | ---- |
| 253  | 265  | 292  | 335  | 353  | 414  | 431  | 440  | 447  |

## Lieux et monuments
- Église de l'Assomption de Panissage.